# Luigi Riva
Luigi Riva, często Gigi Riva (ur. 7 listopada 1944 w Leggiuno, zm. 22 stycznia 2024 w Cagliari) – włoski piłkarz, który występował na pozycji napastnika.
W latach 1965–1974 reprezentant Włoch. Złoty medalista mistrzostw Europy 1968, srebrny medalista mistrzostw świata 1970 i uczestnik mistrzostw świata 1974. Z 35 golami jest najskuteczniejszym zawodnikiem w historii reprezentacji Włoch.
Od 1988 do 2013 był menadżerem w reprezentacji, brał czynny udział w pracy sztabu szkoleniowego.